# Muzeum Przyrodnicze Bieszczadzkiego Parku Narodowego w Ustrzykach Dolnych
Muzeum Przyrodnicze Bieszczadzkiego Parku Narodowego w Ustrzykach Dolnych – muzeum, działające w ramach Ośrodka Naukowo-Dydaktycznego Bieszczadzkiego Parku Narodowego z siedzibą w Ustrzykach Dolnych.
Idea powstania muzeum sięga 1968 roku, a pierwotnie placówka miała funkcjonować jako Muzeum Fauny Bieszczadzkiej. W 1974 roku rozpoczęto budowę obecnego gmachu muzeum. Obiekt zakończono i otwarto w 1986 roku, a w 1991 roku został on przejęty przez Bieszczadzki Park Narodowy. Oprócz funkcji muzealnej, w Ośrodku prowadzona jest również działalność naukowa i dydaktyczna.
Na ekspozycję muzealną składają się eksponaty związane z terenem Bieszczadów i obejmujące ich faunę i florę (także tę prehistoryczną), geologię, hydrologię, etnografię, architekturę oraz zagadnienia ochrony środowiska.
Muzeum jest obiektem całorocznym, czynnym od wtorku do soboty, a w okresie letnim (lipiec-sierpień) również w niedzielę. Wstęp jest płatny.